# Hauterive (Allier)
Hauterive település Franciaországban, Allier megyében. Lakosainak száma 1186 fő (2022. január 1.). Hauterive Abrest, Brugheas, Saint-Yorre és Saint-Sylvestre-Pragoulin községekkel határos.

## Népesség
A település népességének változása:
| Lakosok száma | 775  | 958  | 1077 | 1079 | 1194 | 1194 | 1169 | 1167 | 1176 | 1186 |
|               | 1968 | 1982 | 1990 | 2006 | 2013 | 2015 | 2017 | 2019 | 2020 | 2022 |